# Phlogochroa sejuncta
Phlogochroa sejuncta là một loài bướm đêm trong họ Noctuidae.